# 가창 FC 하태호
가창 FC 하태호U18은 대구광역시에 위치한 under-18팀 유형의 유소년 축구단이며, 2016년에 창단 하였다.